# Corestate
Die Corestate Capital Holding S.A. (Eigenschreibweise Corestate oder Corestate Capital Group) ist ein europäischer Immobilien-Investmentmanager und Co-Investor mit Sitz in Luxemburg.

## Geschichte
Corestate Capital wurde im Jahr 2006 von Ralph Winter und Thomas Landschreiber in der Schweiz gegründet und weitete die Geschäftstätigkeit ein Jahr später auf Deutschland aus. Im Frühjahr 2013 gründete Corestate Capital ein eigenes Immobilien- und Property Management Unternehmen, Capera Immobilien Service GmbH, als Plattform für Investment, Asset- und Property Management. Im August 2013 beteiligte sich die Intershop Holding im Rahmen einer Kapitalerhöhung an der Corestate Capital. Im Februar 2015 gründete Corestate Capital gemeinsam mit Inmobiliaria Espacio, einer Projektentwicklungs- und Asset-Management-Gesellschaft mit Sitz in Madrid, sowie mit deren Schwesterfirma OHL Desarrollos, einem Projektentwickler, ebenfalls ansässig in Madrid, ein Joint Venture. Das Joint Venture wurde Ende 2016 wieder aufgelöst.
Im Juli 2016 kaufte Corestate in 30 deutschen Städten für 115 Millionen Euro 31 Einzelhandelsimmobilien. 2016 verkaufte die Intershop Holding ihren Anteil an Corestate an den Corestate-Hauptaktionär Ralph Winter, der damit rund 90 % der Corestate-Anteile hielt.
Im Dezember 2016 kündigte Corestate an, von der Landesbank Hessen-Thüringen und vom Sparkassen- und Giroverband Hessen-Thüringen 95 % ihrer Anteile an der Vermögensverwaltungsgesellschaft Hannover Leasing zu übernehmen. Der Vollzug der Transaktion wurde im Juni 2017 von der BaFin genehmigt.
Im Juli 2017 erwarb Corestate die HFS Helvetic Financial Services mit Sitz in Wollerau (Schweiz). Im September 2017 erwarb Corestate alle Anteile an der Atos Capital.
Im Mai 2021 erwarb Corestate Capital die Wertpapierhandelsbank Aggregate Financial Services, die heute als Corestate Bank firmiert.
Am 18. November 2022 informierte der Vorstand der Corestate Capital, dass notwendige Verhandlungen mit maßgeblichen Anleihegläubigern (und Eigenkapitalinvestoren) „nicht mehr mit der erforderlichen Wahrscheinlichkeit zu einem erfolgreichen Abschluss zu führen sind“, weshalb der Vorstand „eine Insolvenzantragspflicht der CCHSA prüf[t]“. Am 21. November 2022 berichtete das Magazin Finance in einem eigenen Artikel über die verfahrene Situation; eine am 28. November fällige Wandelanleihe spitzt demnach die Situation beim Unternehmen zu.
Infolge einer Gläubigerversammlung am 28. November 2022 konnte ein Großteil der Schulden in Eigenkapital umgewandelt werden und somit eine Insolvenz abgewendet werden. Der Aktienkurs beträgt nach einem Hoch von € 54 im Jahr 2017 heute (Juni 2025) rund 26 Cent, was für Anleger also einen Verlust von über 99 % darstellt.

## Hintergrund
Zum Ende des ersten Halbjahres 2020 beschäftigte Corestate rund 800 Mitarbeiter in Europa. Zu diesem Zeitpunkt lagen die Assets under Management (AuM) bei rund 28 Mrd. €. Per 31. März 2024 waren davon noch 166 Mitarbeiter und 8,9 Mrd. € Assets under Management übrig.
Die Geschäftstätigkeit umfasst u. a. die Bereiche Investment Management, Asset Management, Fonds Management, Property und Facility Management sowie Debt Advisory. Zum Geschäftsfeld zählen z. B. der An- und Verkauf von Grundstücken und Immobilien sowie Services im Zusammenhang mit der Verwaltung von Objekten.
Die Corestate-Tochter HFS Helvetic Financial Services mit Sitz in Pfäffikon (Schweiz) ist ein Anbieter von Mezzanine-Finanzierungen auf dem deutschen Wohn- und Gewerbeimmobilienmarkt mit einem Finanzierungsvolumen von über 1,3 Mrd. €.
In der Assetklasse Micro-Apartments fungiert Corestate als Property Manager für rund 7.500 Wohneinheiten in Deutschland, Österreich und Spanien.

## Unternehmensführung
Aufsichtsratsmitglieder sind Bertrand Malmendier (Vorsitzender), Roland Folz (Stellvertretender Vorsitzender), Friedrich Oelrich (Mitglied).
Vorstandsmitglied Stavros Efremidis (CEO) ist seit dem 8. März 2022 Vorsitzender des Vorstands der Corestate Capital Group.
Udo Giegerich ist seit dem 1. August 2021 Mitglied des Vorstands der Corestate Capital Group. Als Chief Financial Officer (CFO) verantwortet er die Zentralbereiche Rechnungswesen, Steuern, Controlling, Treasury, Risikomanagement und Interne Revision.
Izabela Danner wurde mit Wirkung vom 8. März 2022 als COO (Chief Operating Officer) in den Vorstand der Corestate Capital Group berufen.
Ralf Struckmeyer ist seit dem 8. März 2022 Mitglied des Vorstands der Corestate Capital Group.

## Aktie und Anteilseigner
Anfang Oktober 2016 ging Corestate Capital an die Börse. Die Aktien wurden im Entry Standard des Freiverkehrs der Frankfurter Wertpapierbörse angeboten, zu einem Preis von 17,40 Euro pro Aktie. Im November 2017 wechselte die Aktie in den regulierten Markt (Prime Standard) an der Frankfurter Wertpapierbörse. Zwischen März 2018 und Juni 2021 wurde die Aktie im SDAX gehandelt. Das Grundkapital der Gesellschaft ist eingeteilt in rund 34,2 Millionen Aktien.
| Anteil | Anteilseigner                   |
| ------ | ------------------------------- |
| 2,3 %  | Vom Management gehaltene Aktien |
| 84,4 % | Streubesitz                     |
| 9,4 %  | Stavros Efremidis               |
| 6,2 %  | Karl Ehlerding                  |

Im Dezember 2021 veräußerten die beiden Großaktionäre Passiva Participations S.a.r.l. / Aggregate Holdings 2 S.A. sowie Vestigo Immobilien Investment LP ihre Corestate-Aktien und reduzierten ihr Beteiligung am Unternehmen auf 0,0 %.